# Tiribazo

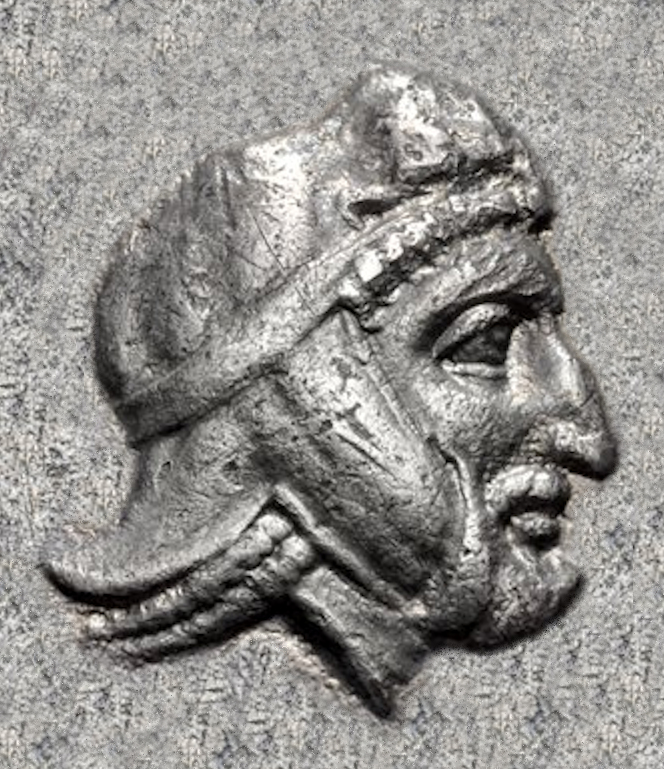
Uma imagem de Tiribazo.

Tiribazo foi um sátrapa do Império Aquemênida, morto em 360 a.C.

## Biografia
Tiribazo foi sátrapa da Armênia e depois de Sardes. Em 392 a.C., quando estava nesse segundo cargo, forneceu, secretamente, apoio financeiro para a frota espartana, por estar convencido que Atenas representava uma ameaça para os persas, no Mar Egeu.
Quando o rei Artaxerxes III descobriu o que ele fizera, destituiu-o de seu posto, substituindo-o por Estrutas, que passou a praticar uma política antiespartana. Porém, cinco anos depois,em 387 a.C., durante a guerra contra os cadúsios, ele recuperou seu cargo, e aproximou-se do espartano Antálcidas, com quem negociou uma aliança.
Tiribazo caiu em desgraça ao envolver-se numa conspiração palaciana, sendo preso e executado.